# Sanitary
De Sanitary ofwel het gebouw van het voormalige textielbedrijf 'Sanitary Underwear Company Société Anonyme' is een pand met erfgoedstatus in het centrum van Zottegem in de Belgische provincie Oost-Vlaanderen.

## Geschiedenis
De 'Sanitary Underwear Company' werd in 1909 opgericht door Joseph Schockaert. De bedrijfsgebouwen werden mee gefinancierd door de familie Schockaert, de Londense breigoedgroothandelaar 'Downing Ltd', de Luikse familie Baar-Lechartier, de Zottegemse brouwer De Wilde en de houthandelarenfamilie Van Steenberge. Ingenieur Herbert De Puysseleyr (ook medevennoot bij Cantaert en schoonzoon van textielfabrikant Gustaaf Schockaert) tekende de plannen voor het fabriekscomplex. De Puysseleyr liet bovendien samen met echtgenote Berthe Schockaert 'Villa Puysseleyr' ('Villa Rozengaerde') bouwen naar plannen van architect Oscar Van de Voorde op de Meerlaan, vlak bij het Sanitary-complex.
Sanitary werd een voor zijn tijd revolutionair gebouw. Het gebouw werd volledig opgetrokken in gewapend beton; het was daardoor een van de eerste betonconstructies van België en het hele Europese vasteland. De voor- en achtergevel van het hoofdgebouw werden volledig in ter plaatse gestort gewapend beton gebouwd. De zijgevels hadden een betonskelet dat werd opgevuld met baksteenmetselwerk. Het platte dak werd omzoomd met een balustrade uit beton. Er werd ook een vierkante betonnen watertoren van 60 m³ gebouwd. Deze watertoren was het eindpunt van een eigen waterwinning die langs vijf geboorde waterputten nabij de kerk van Godveerdegem werd gevoed. Naast het hoofdgebouw bestond het complex uit een stoommachine- en ketelhuis en een achthoekachtige fabrieksschoorsteen in betonmetselwerk met ijzeren banden. De twee Lancashire-stoomketels van 10 atmosfeer bleven bewaard in het Stoomketelmuseum. Zij werden in 1909 gebouwd door de 'Usines de Jumet S.A.'.
De Sanitary produceerde aanvankelijk ondergoed voor het Britse Gemenebest. Het bedrijf had zwaar te lijden onder de recessie van 1929. De afzetmarkten sloten en het jaar daarop lag de fabriek stil, maar in 1931 werd de productie hervat. In het midden van de jaren dertig ontving het textielbedrijf grote bestellingen van het leger. Na de Tweede Wereldoorlog werd het een productieatelier voor damesondergoed in satijn en nylon, dat onder andere naar de Sovjet-Unie werd geëxporteerd.
Na de dood van ingenieur De Puysseleyr in 1952 bleef het bedrijf in handen van familieleden. In 1989 werd overgenomen door de Nederlandse textielgroep Ten Cate.
In 1992 werd de fabriek gesloten. Het hoofdgebouw, de fabrieksschouw en de stoomketels zijn beschermd als monument sinds 3 januari 1995. De Sanitary werd gerenoveerd (naar een ontwerp van de Zottegemse architect Eddy François) en huisvest sinds 2015 de administratieve diensten van de stad Zottegem. De stoomketels zijn te bezichtigen als Stoomketelmuseum.
De iconische marilandicapopulier op de Vollander werd door kunstenaar Thijs Van der Linden in 2020 verwerkt tot een wensboom aan de Sanitary.
Op de site wordt vanaf 2024 "ACCU" gebouwd, het nieuwe cultuurcentrum van CC Zoetegem met muziekacademie naast het Sanitary-gebouw.
Wandelroute GR122 loopt langs de Sanitary.

## Galerij

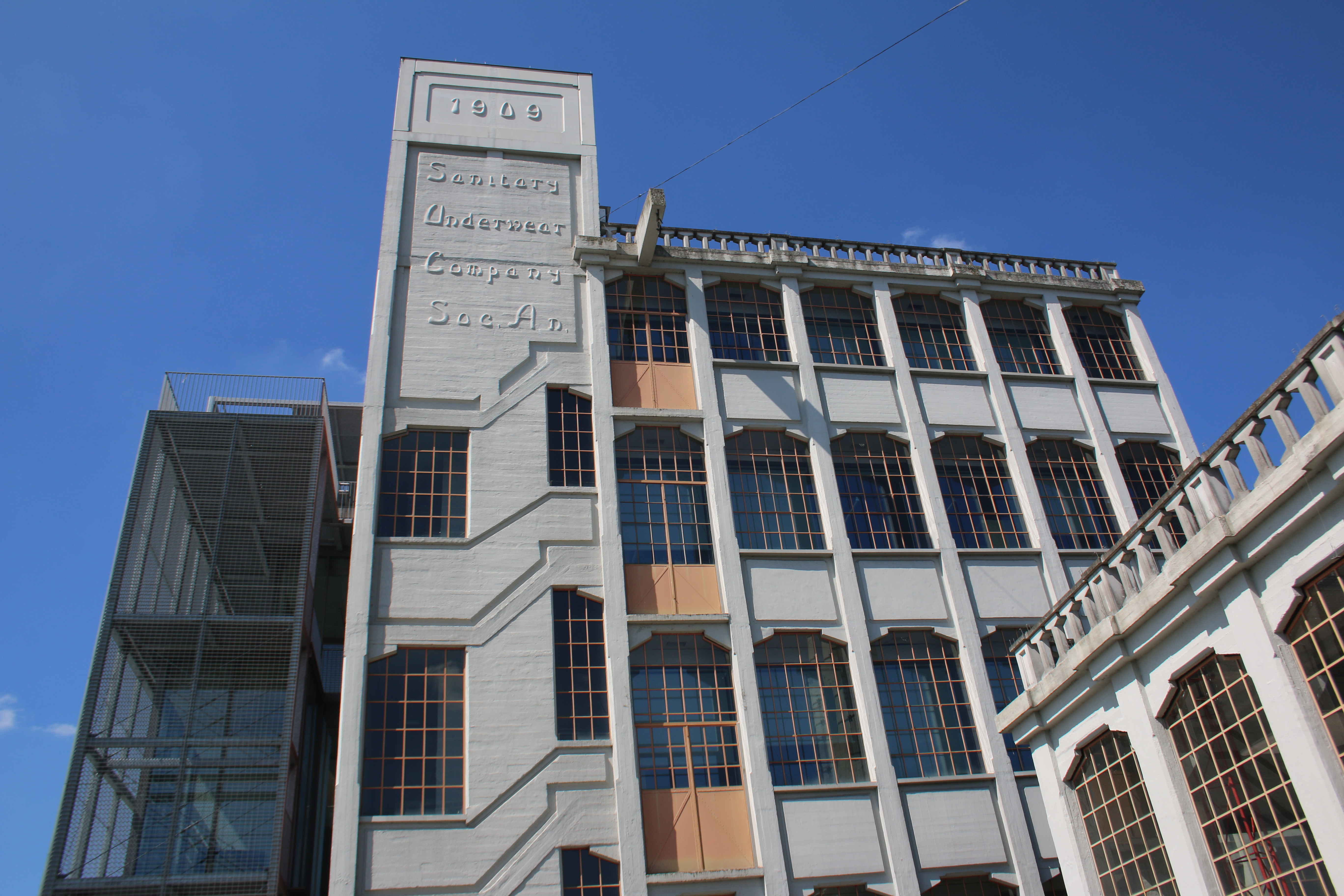
Sanitary
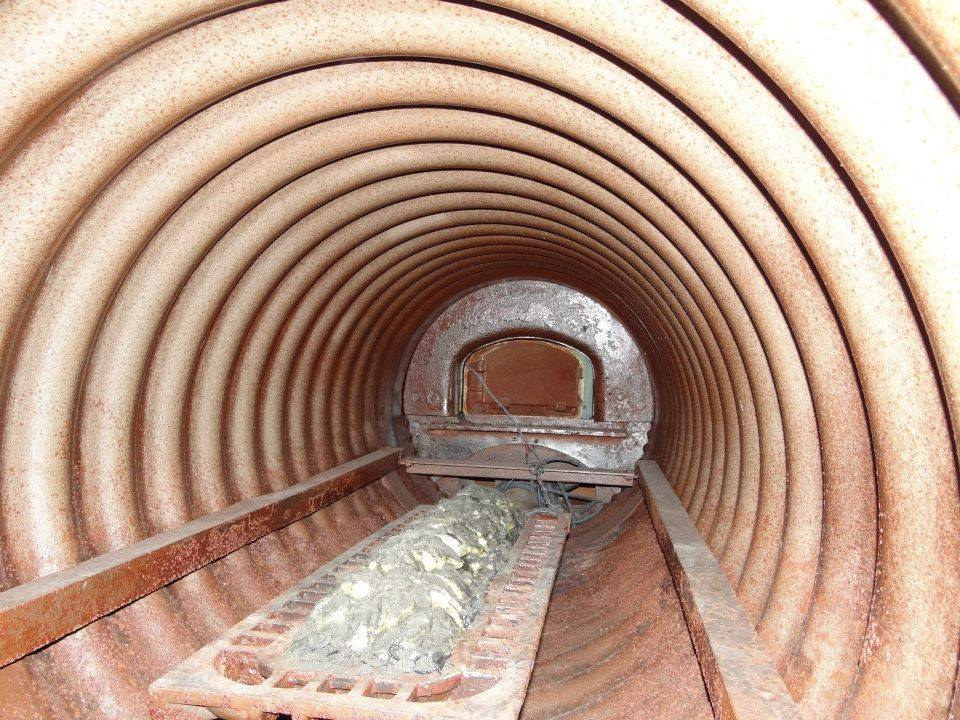
De stookplaats
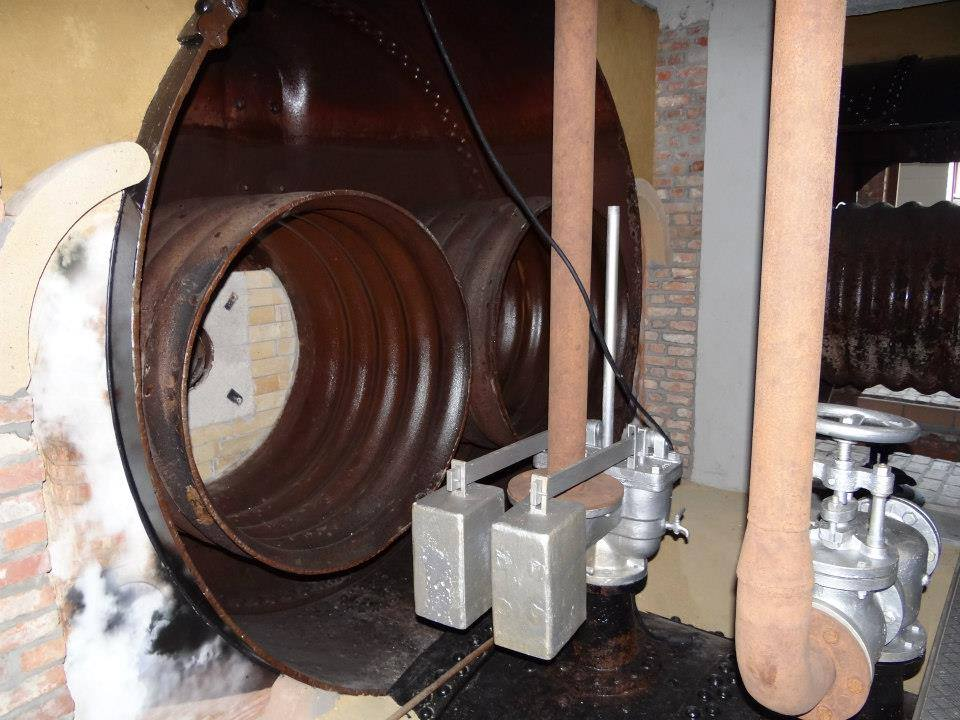
Water- en stoomreservoir
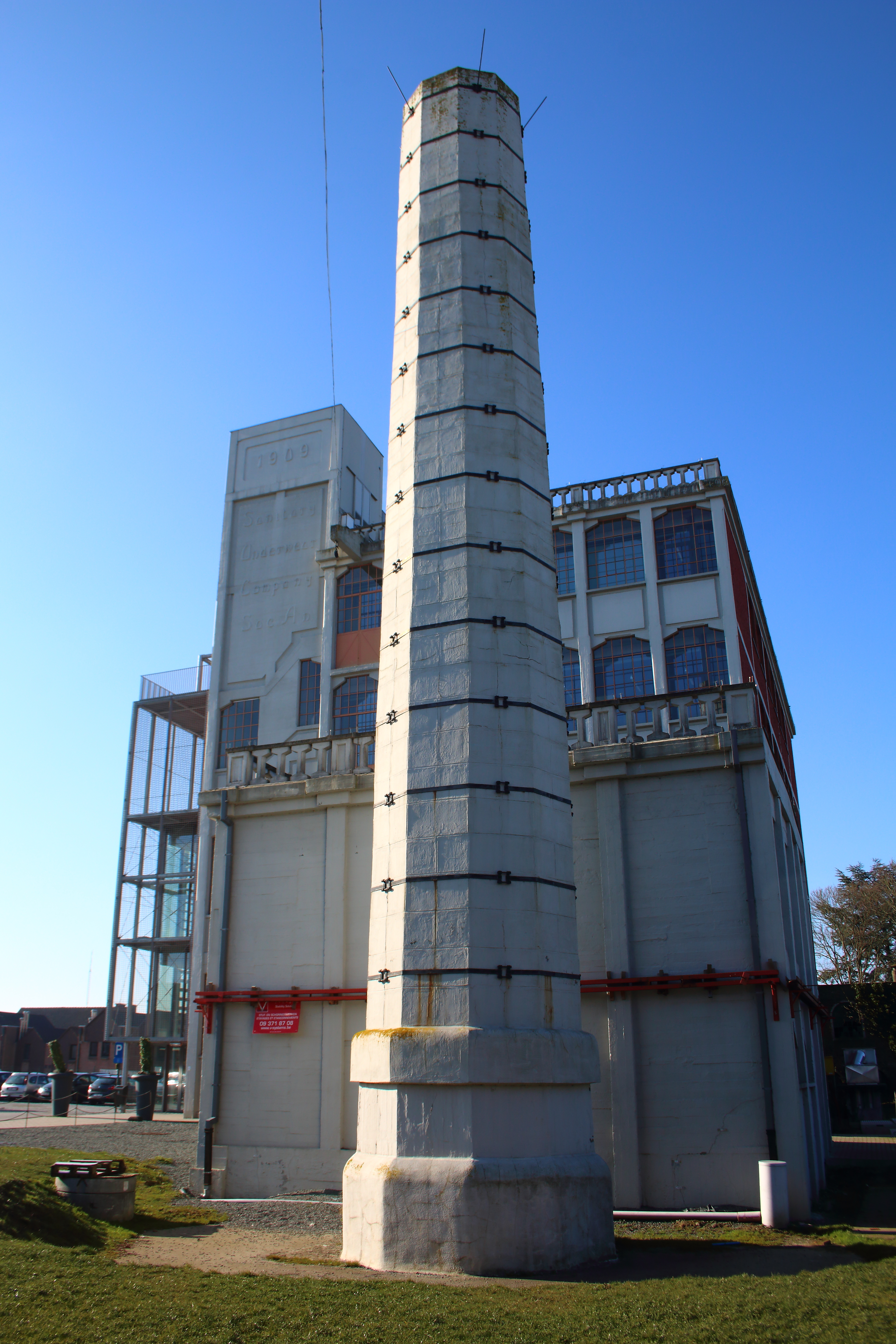
De fabrieksschouw
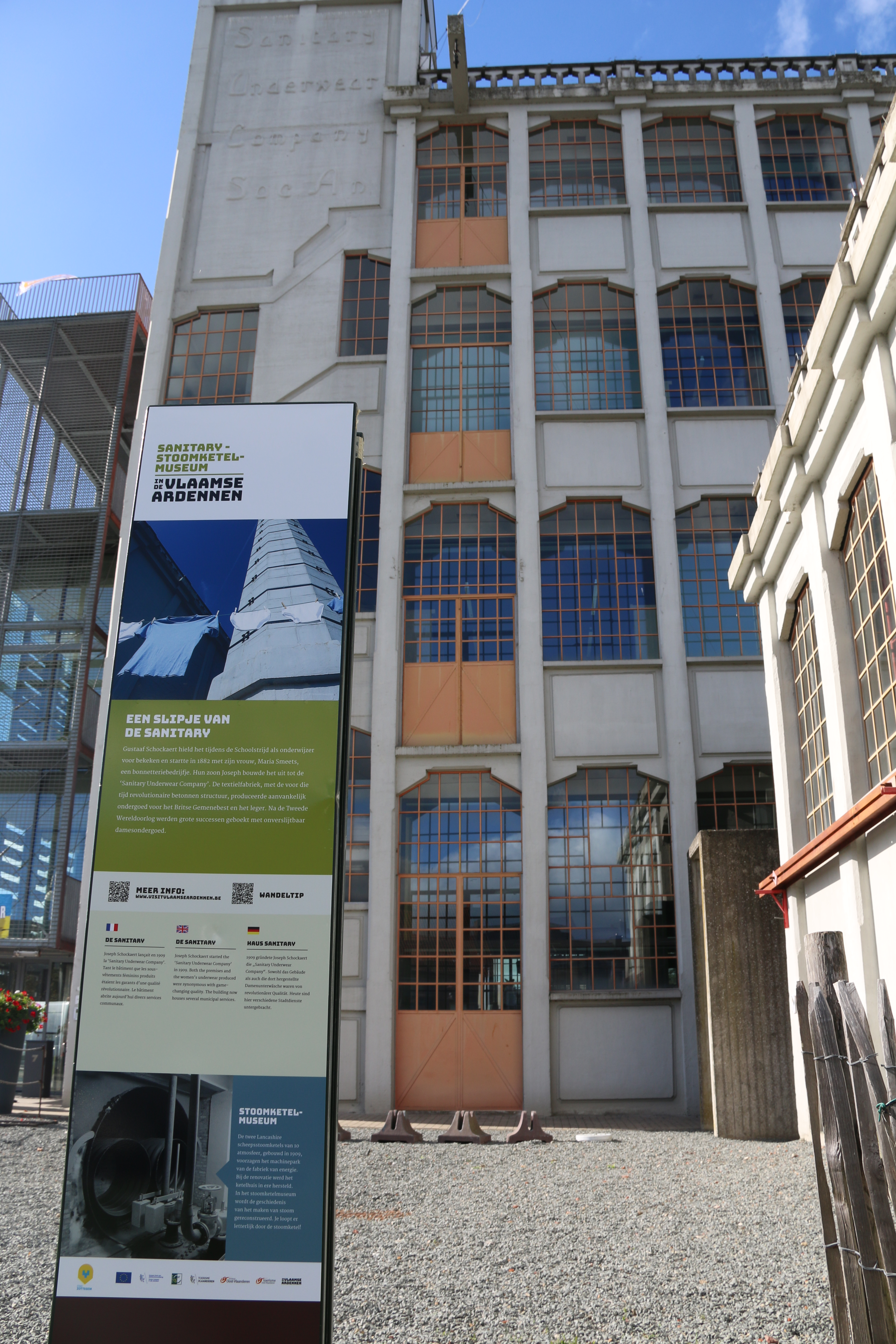
Het Sanitary-gebouw
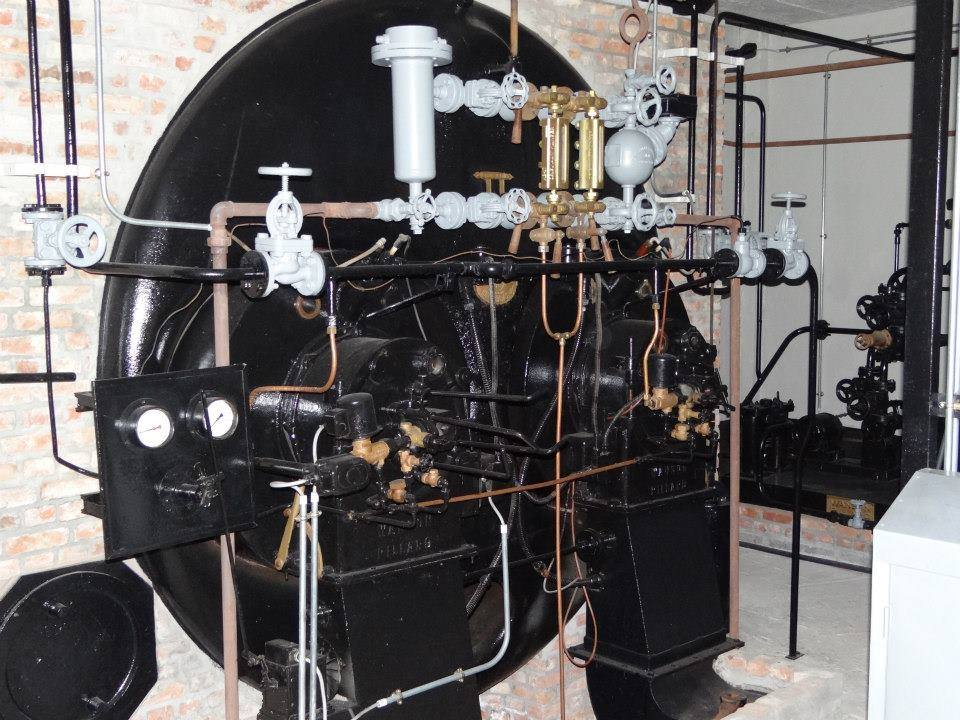
De Lancashire-stoomketels
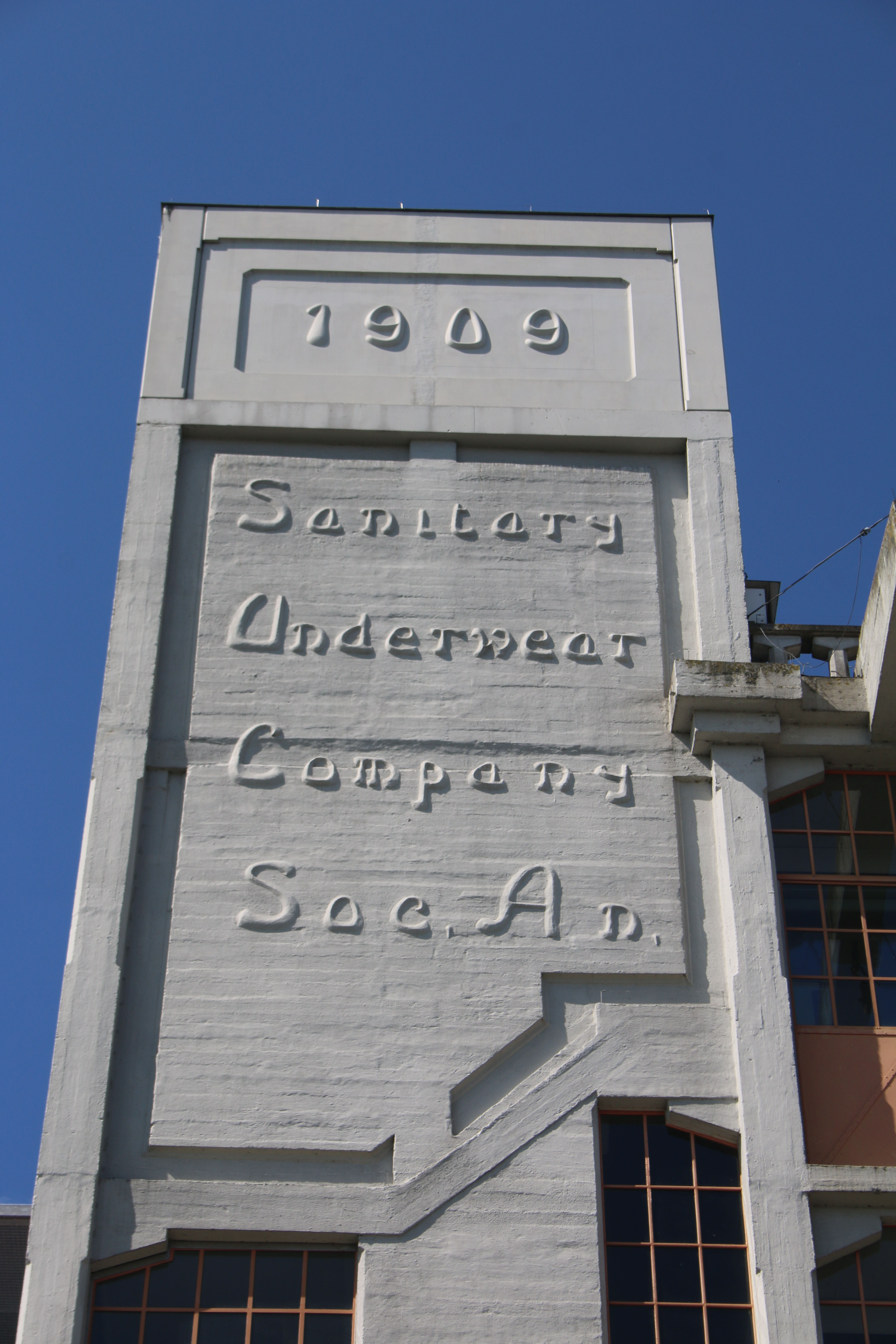
De bedrijfsnaam
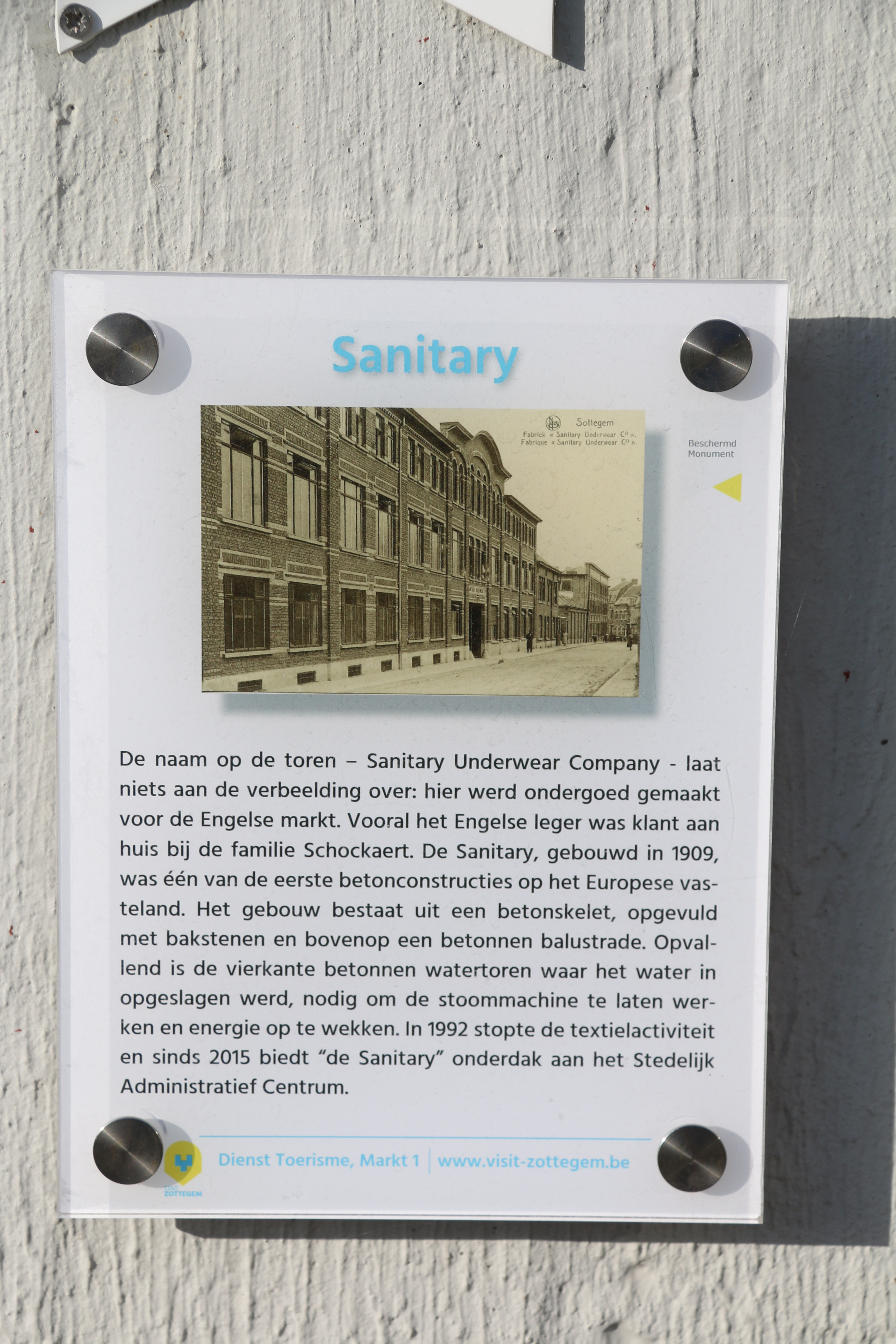
Infobord